# フエルサ・アンチユニオン
フエルサ・アンチユニオン (スペイン語:Fuerza Anti-Unión) は、メキシコ合衆国の首都であるメキシコシティの クアウテモク区モレロス地区テピートにて設立された犯罪組織・麻薬カルテル。

## 歴史
フエルサ・アンチユニオンは2006年にメキシコシティにて犯罪組織や麻薬カルテルなどから市民を守るために設立された自警団であったが、のちに犯罪組織・麻薬カルテル化した。犯罪組織化して以来フエルサ・アンチユニオンは急速に成長を遂げており、2023年現在ではメキシコシティで最も脅威となる犯罪組織の一つに数えられている。
フエルサ・アンチユニオンは同じ麻薬カルテルの一つにして、メキシコ国内ではシナロア・カルテルに次ぐ勢力を持ち隣国のアメリカや中米、南米、オーストラリア、ヨーロッパにまで活動範囲を広げているハリスコ新世代カルテルと同盟を結び、ハリスコ新世代カルテルから麻薬、人材の提供を受けているとされている。

## 組織
創設者にして エル・ルーカスの異名を持つ エドウィン・アドリアン・アロンソ・パレデスが逮捕され、後継者にしてリーダーであった エル・ルーカスが2020年10月に逮捕されて以来フエルサ・アンチユニオンのリーダーは不在もしくは軍や警察に逮捕されるのを防ぐために身元非公開にされているとされている。